# Horki (marka samochodów)
Horki (chiń. upr. 华骐) – dawny chiński producent elektrycznych samochodów osobowych, z siedzibą w Yancheng, działający w latach 2013–2019. Należał do chińsko-południowokoreańskiego joint venture Dongfeng Yueda Kia.

## Historia
W kwietniu 2013 roku podczas Shanghai Auto Show chińskie joint venture Dongfeng Yueda Kia ogłosiło wprowadzenie do sprzedaży na wewnętrznym rynku nowej marki samochodów elektrycznych Horki, którego nazwa powstała ze zmodyfikowanego chińskiego słowa Huaqi oznaczającego chińskiego konia. Pierwszym pojazdem stanowiącym zapowiedź wprowadzenia jej na rynek był prototyp Horki Concept, który utrzymano w formule kompaktowego sedana zbudowanego w oparciu o model Forte.
Pierwszym i jedynym seryjnym samochodem marki Horki został przedstawiony w połowie 2016 roku model Horki 300E, który powstał jako bliźniacza, napędzana prądem odmiana spalinowej Kii Cerato R. Samochód sprzedawany był w Chinach przez kolejne 3 lata, po czym z powodu znikomej popularności wycofano go, a marka Horki zniknęła z rynku.

## Modele samochodów

### Historyczne
- 300E (2016–2019)

### Studyjne
- Horki Concept (2013)